# Cybocephalus cyanidis
Cybocephalus cyanidis là một loài bọ cánh cứng trong họ Cybocephalidae. Loài này được Endrödy-Younga miêu tả khoa học lần đầu tiên năm 1962.